# مرد قرمز و کودک
مرد قرمز و کودک (انگلیسی: The Red Man and the Child) فیلمی در ژانر وسترن به کارگردانی دی. دبلیو. گریفیث است که در سال ۱۹۰۸ منتشر شد. از بازیگران آن می‌توان به چارلز اینسلی، لیندا آرویدسون، جورج گبهارت، و هری سالتر اشاره کرد.